# KazSat-2
KazSat-2 (in kazako ҚазСат-2?, QazSat-2) è il secondo satellite spaziale Kazako dopo KazSat-1. Fu lanciato il 16 luglio 2011 con un lanciatore Proton. Questo satellite è stato costruito da Khrunichev State Research and Space Center per il veicolo spaziale e Thales Alenia Space per il carico utile. Thales Alenia Space ha fornito anche KazSat 1 e KazSat 3.